# Raphanus raphanistrum sativus
Il ravanello comune (R. raphanistrum subsp. sativus (L.) Domin) è una diffusa pianta edule, appartenente alla famiglia delle Brassicaceae.

## Tassonomia
La famiglia Brassicaceae è una delle più numerose delle Angiosperme, diffusa principalmente nella fascia temperata e fredda del nostro globo. Il Sistema Cronquist la assegnava all'ordine Capparales, mentre la moderna classificazione APG la colloca nell'ordine delle Brassicales. Il genere Raphanus è monospecifico, contenendo solo la specie Raphanus raphanistrum, di cui sono riconosciute diverse forme sub-specifiche come Raphanus raphanistrum subsp. landra e Raphanus raphanistrum subsp. sativus.
La collocazione di quest'ultima sottospecie nell'ambito del genere non ha però sempre messo d'accordo tutti i botanici: alcuni riconoscono nel genere due specie, Raphanus raphanistrum e Raphanus sativus, mentre altri ne riconoscono una decina, suddivise in due sezioni:
- RAPHANISTRUM: la siliqua presenta delle evidenti strozzature tra un articolo e l'altro (Raphanus raphanistrum);
- EURAPHANUS: la siliqua è più compatta (le strozzature tra una articolo e l'altro sono appena rilevabili), inoltre i semi non si staccano uno dall'altro a maturazione del frutto (Raphanus sativus).

All'interno della sottospecie Raphanus raphanistrum subsp. sativus sono state definite due varietà (relativamente all'areale europeo) in base al tipo di radice: “tonda” (var. radicula) o “lunga” (var. niger). Questa divisione però è tutt'altro che rigida in quanto individui a radice tonda potrebbero avere nelle generazioni successive discendenti a radice lievemente allungata e viceversa. Tuttavia non si è mai riscontrata una completa mescolanza tra le due varianti; cioè individui con radici rotonde non hanno mai generato discendenti con radici completamente allungate e viceversa.
In realtà ad una analisi più approfondita si riscontra che le varietà “bianche” (il colore si riferisce alla parte esterna della radice) si presentano con una gamma più ampia nella forma della radice (lunga, semilunga, globoso-allungata o rotonda), mentre le varietà “nere o grigie” si presentano tipicamente solamente con due forme: lunghe o rotonde e non con forme intermedie. Esistono anche delle varietà minori: quella “gialla” a radici ovali o rotonde; quella “rosee, rosse e violette” con radici a varie forme come le “bianche”.
Gli orticultori a volte introducono una diversa divisione della sottospecie, più pratica per le loro esigenze: 
- ”ravanelli di tutti i mesi” a varietà tonde e semilunghe;
- ”ravanelli a forzatura” a varietà tonde e semilunghe.

Per “forzatura" si intende una varietà capace di essere pronta all'uso dopo appena 20 giorni dalla semina. Raphanus raphanistrum subsp. sativus è una pianta di origine ignota (forse da qualche ibridazione antica). Da ricerche fatte sembra che all'origine di queste piante ci siano due tipi primordiali diversi: (1) dal primo discenderebbero le Radici del Giappone con probabile origine nel Giappone o nella Cina; (2) dal secondo discenderebbero le Radici europee con probabile origine nell'Asia centrale (forse il Caucaso).

### Sinonimi
Queste sottospecie hanno avuto nel tempo diverse nomenclature. L'elenco che segue indica alcuni tra i sinonimi più frequenti:
- Raphanistrum gayanum Fisch. & C.A.Mey.
- Raphanus acanthiformis Morel ex L.Sisley
- Raphanus caudatus L.
- Raphanus caudatus L.f.
- Raphanus chinensis Mill.
- Raphanus gayanus (Fisch. & C.A.Mey.) G.Don
- Raphanus indicus Sinskaya
- Raphanus macropodus H.Lév.
- Raphanus niger Mill.
- Raphanus oleifer Steud.
- Raphanus orbicularis Mill.
- Raphanus radicula Pers.
- Raphanus rotundus Mill.
- Raphanus sativus L.
- Raphanus sativus subsp. acanthiformis (Morel ex L.Sisley) Stank.
- Raphanus sativus var. aka-daikon (Kitam.) Sazonova
- Raphanus sativus f. albescens (Makino) M.Hiroe
- Raphanus sativus f. esculentus (Metzg.) M.Hiroe
- Raphanus sativus f. exsuccus (Thell.) M.Hiroe
- Raphanus sativus convar. hybernus (Alef.) Sazonova
- Raphanus sativus var. incarnatus Sazonova
- Raphanus sativus var. lobo Sazonova & Stank.
- Raphanus sativus var. longipinnatus L.H.Bailey
- Raphanus sativus convar. minowase (Kitam.) Sazonova
- Raphanus sativus subf. niger (Mill.) M.Hiroe
- Raphanus sativus var. niger (Mill.) J.Kern.
- Raphanus sativus var. nonpinnatus L.H.Bailey
- Raphanus sativus subf. oleifer (DC.) M.Hiroe
- Raphanus sativus var. parvipinnatus L.H.Bailey
- Raphanus sativus convar. radicula (Pers.) Sazonova
- Raphanus sativus var. roseus Sazonova
- Raphanus sativus var. rubidus Sazonova
- Raphanus sativus subf. silvester (W.D.J.Koch) M.Hiroe
- Raphanus sativus subsp. sinensis Sazonova & Stank.
- Raphanus sativus var. syrengeus Sazonova
- Raphanus sativus var. virens Sazonova
- Raphanus sinensis Thunb. ex Pritz.
- Raphanus stenocarpus Kitag.
- Raphanus taquetii H.Lév.

### Specie simili
Un semplice metodo per distinguere questa sottospecie di Raphanus raphanistrum dalle altre è quello di osservare i frutti. Nella siliqua di Raphanus raphanistrum subsp. sativus i semi sono molto ravvicinati mentre nelle altre sottospecie i semi sono più distanziati e la siliqua si restringe notevolmente per poi riallargarsi tra un seme e il successivo assumendo una forma più caratteristica (siliqua a strozzature).

## Etimologia
Il nome generico (Raphanus) deriva dalla voce greca raphanos (e successivamente dal latino raphanus) che a sua volta è collegata alla radice greca raphys ("rapa") e al persiano antico rafe, il cui significato approssimativo è "rapida apparizione", alludendo alla rapida germinazione dei semi di queste piante; ma la parola raphanos potrebbe anche avere un collegamento a un'altra radice greca: raphis, il cui significato è "rafide" o "ago", alludendo in questo caso alla forma sottile e allungata di alcune radici di queste piante.
L'epiteto sottospecifico (sativus) significa letteralmente “ciò che è seminato”; indica quindi una pianta seminata e coltivata dall'uomo.  In lingua tedesca questa pianta si chiama Garten-Rettich; in francese si chiama radis cultivé; in inglese si chiama garden radish.

## Descrizione

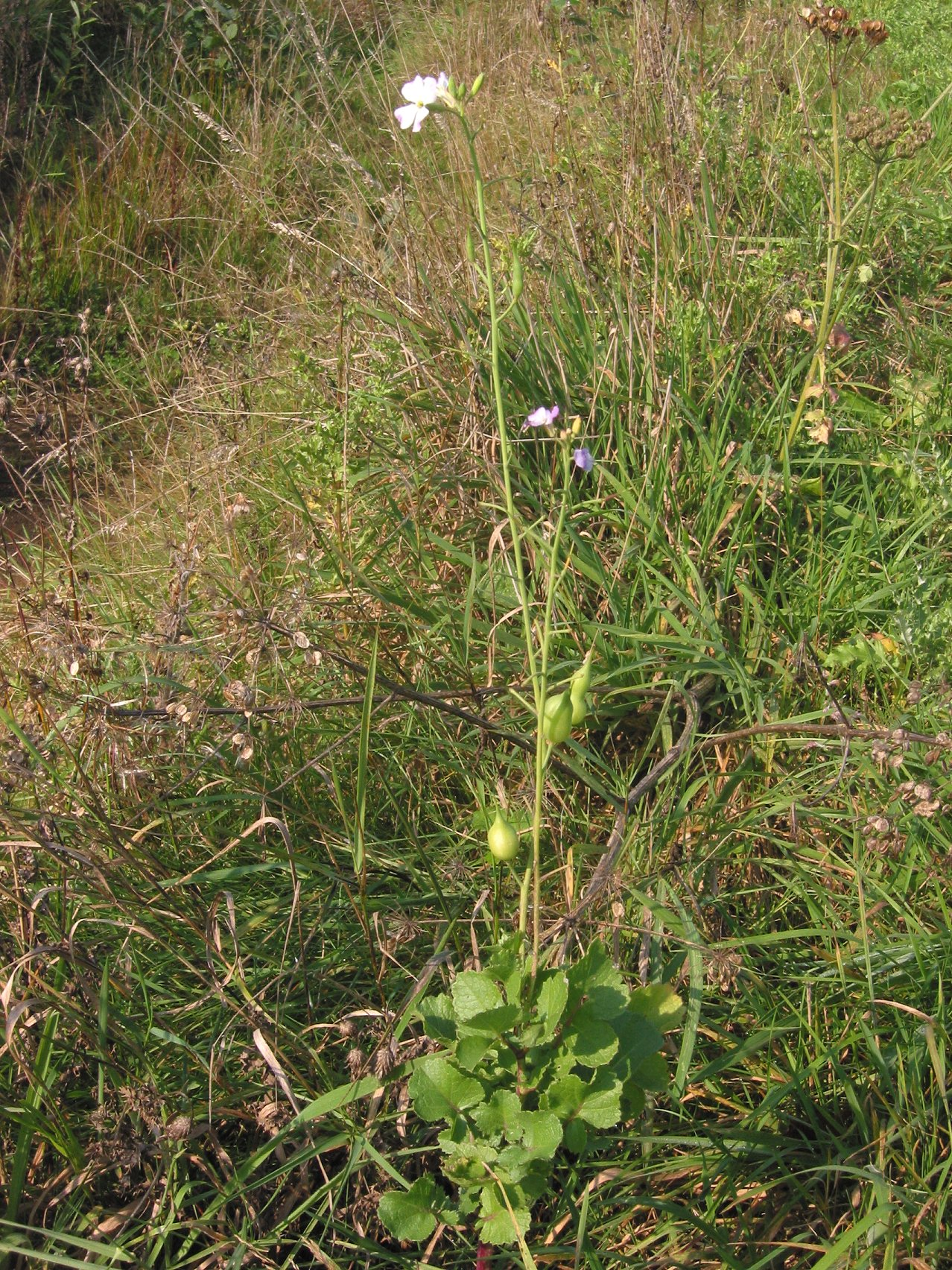
Il portamento

Queste piante possono raggiungere l'altezza massima di un metro (minima 20 cm; altezza media 30 cm). Il ciclo biologico è biennale (la fioritura avviene nel secondo anno) e la pianta è monocarpica ossia produce un solo frutto all'anno. In certi casi può essere definita anche a ciclo annuale oppure perenne. La forma biologica è terofita scaposa (T scap), sono piante erbacee che differiscono dalle altre forme biologiche poiché, essendo annuali, superano la stagione avversa sotto forma di seme. Sono inoltre munite di asse fiorale eretto con poche foglie. Ma possono essere definite anche emicriptofite scapose (H scap), ossia piante con gemme svernanti al livello del suolo e protette dalla lettiera o dalla neve. Tutta la pianta è fondamentalmente glabra.

### Radici
La radice è del tipo a fittone ingrossato con varie forme. Questa radice ha la caratteristica di accumulare inizialmente al suo interno diverse quantità di sostanze nutritive per poi essere utilizzate durante lo sviluppo successivo del fiore e del frutto. È questo il motivo per cui la radice si gonfia così notevolmente. Il colore normalmente è rosso vivo (ma vi sono molte varietà a colori diversi). Nelle piante selvatiche la radice tende a regredire in una forma sottile. Mentre invece nelle varietà coltivate la forma è molto varia (rotonda, globosa, semi-lunga, lunga). Dimensioni delle radici: larghezza 0,5 – 45 cm; lunghezza: 1 – 100 cm (in Cina e in Giappone la varietà longipinnatus LH Bailey possiede una radice da 50 kg di peso e 1 m di lunghezza, con rosette basali enormi di circa 2 m di diametro).

### Fusto

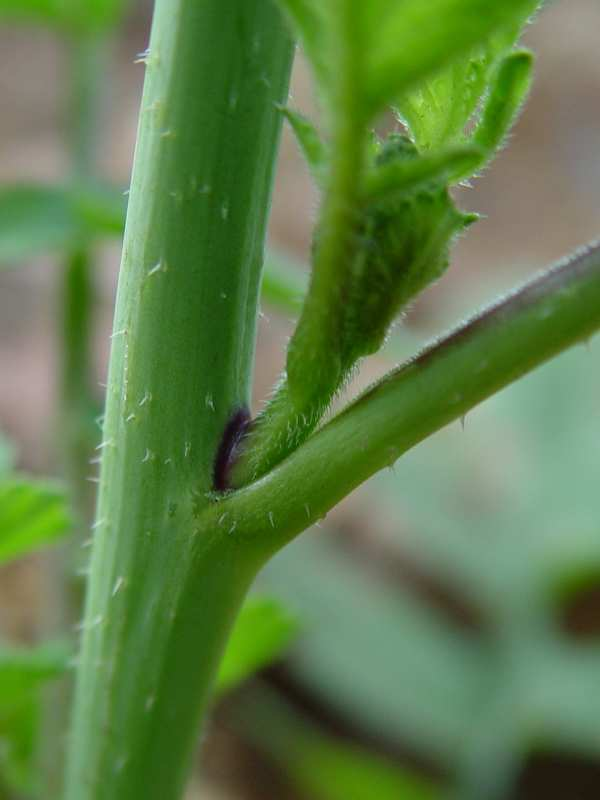
Il fusto
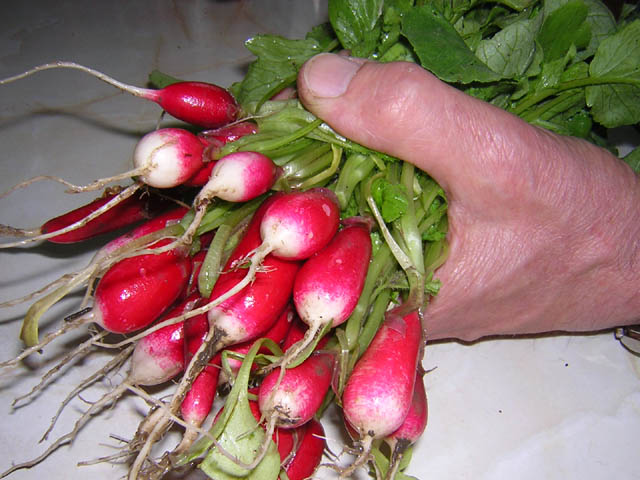
La radice
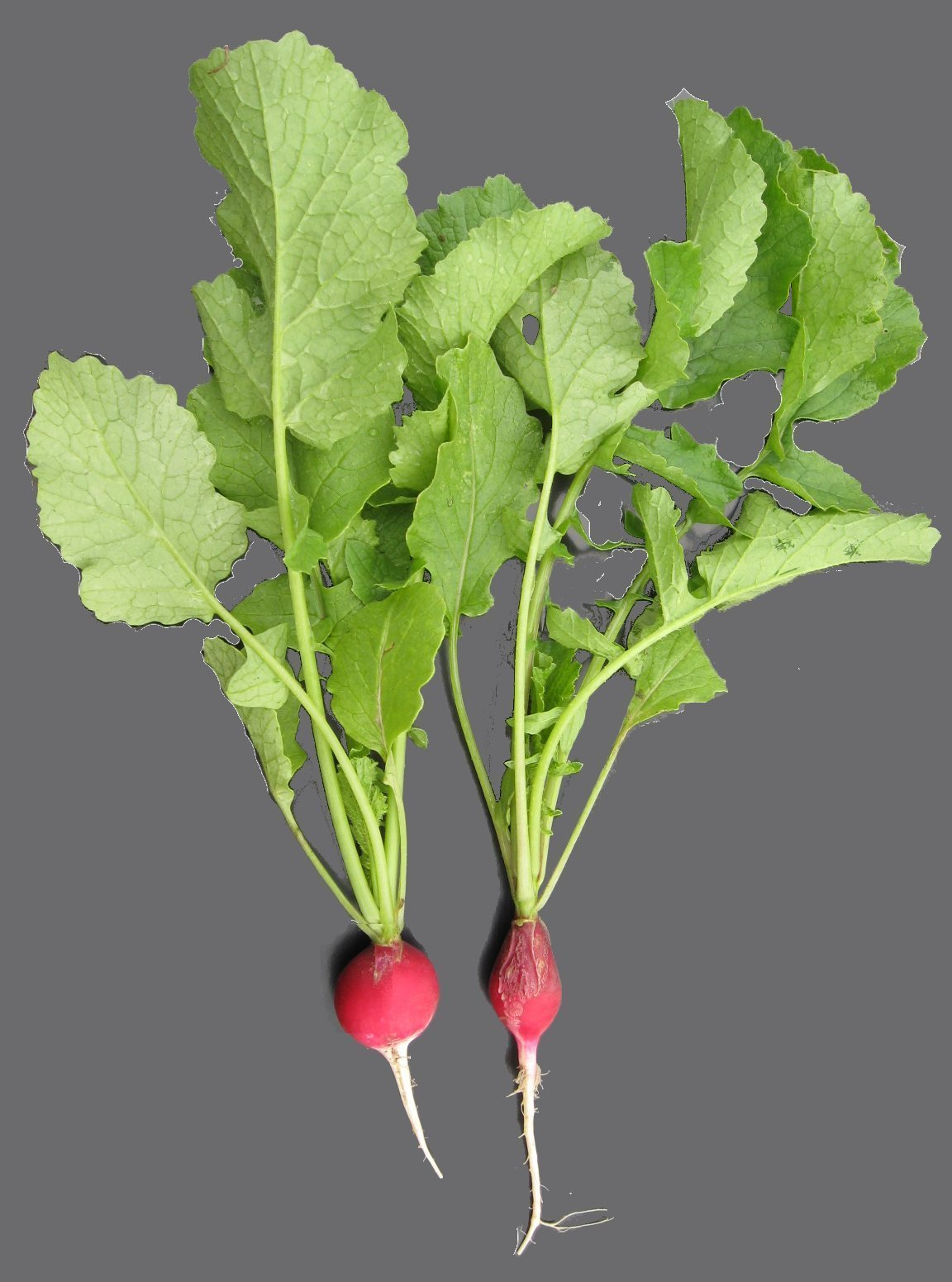
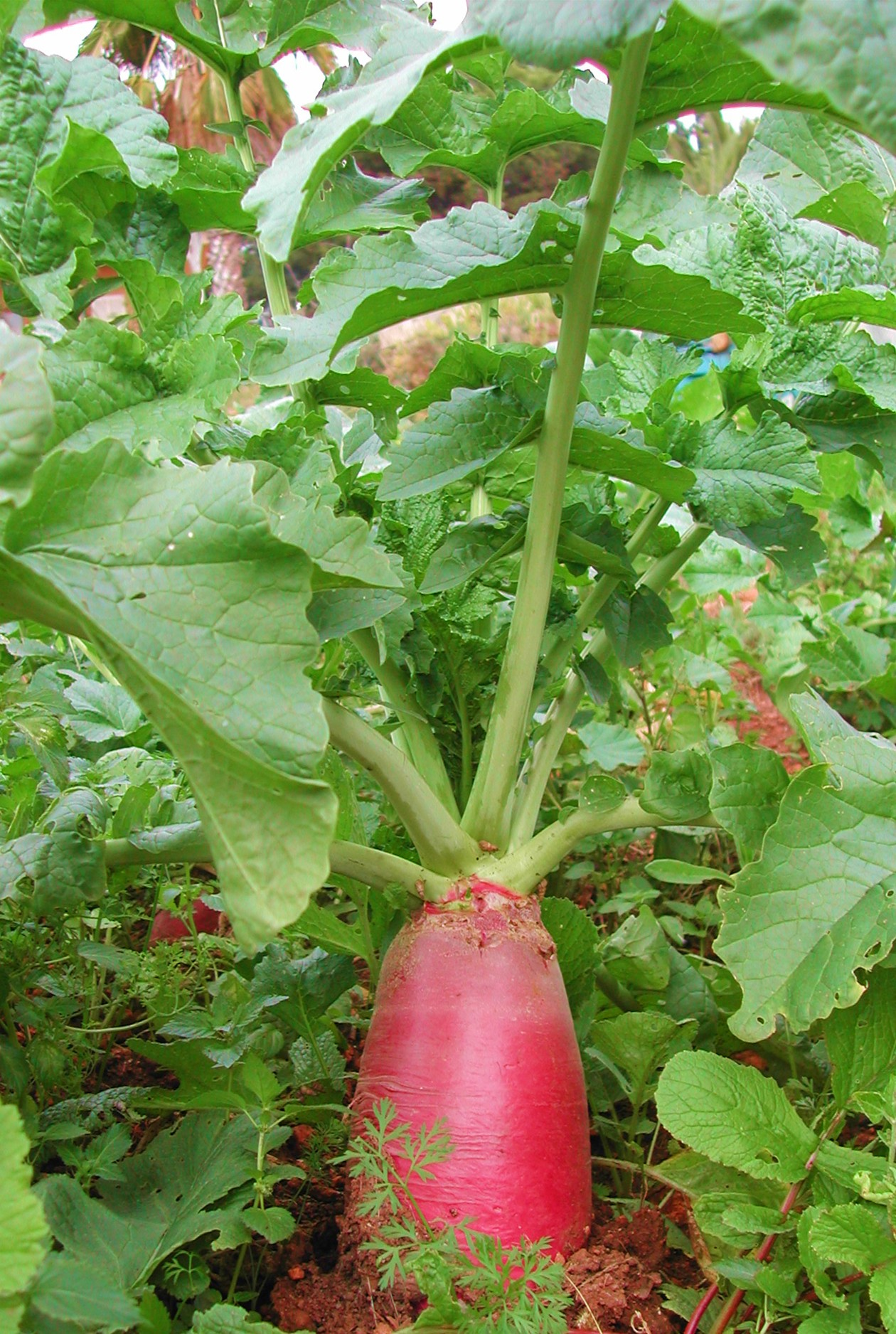

- Parte ipogea: assente
- Parte epigea: la parte aerea è eretta e ramosa in alto. La superficie nella parte bassa è sparsa di setole riflesse o peli globulosi (lunghi 2 mm).

### Foglie

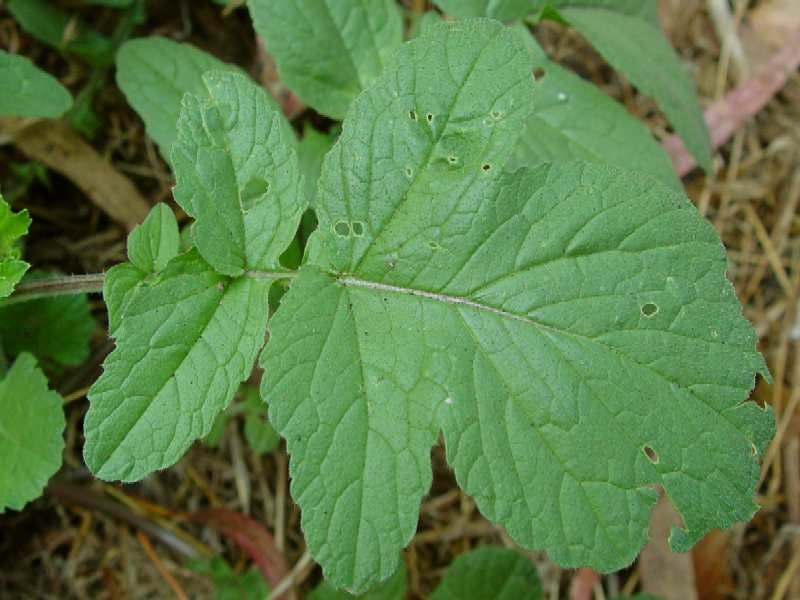
Le foglie
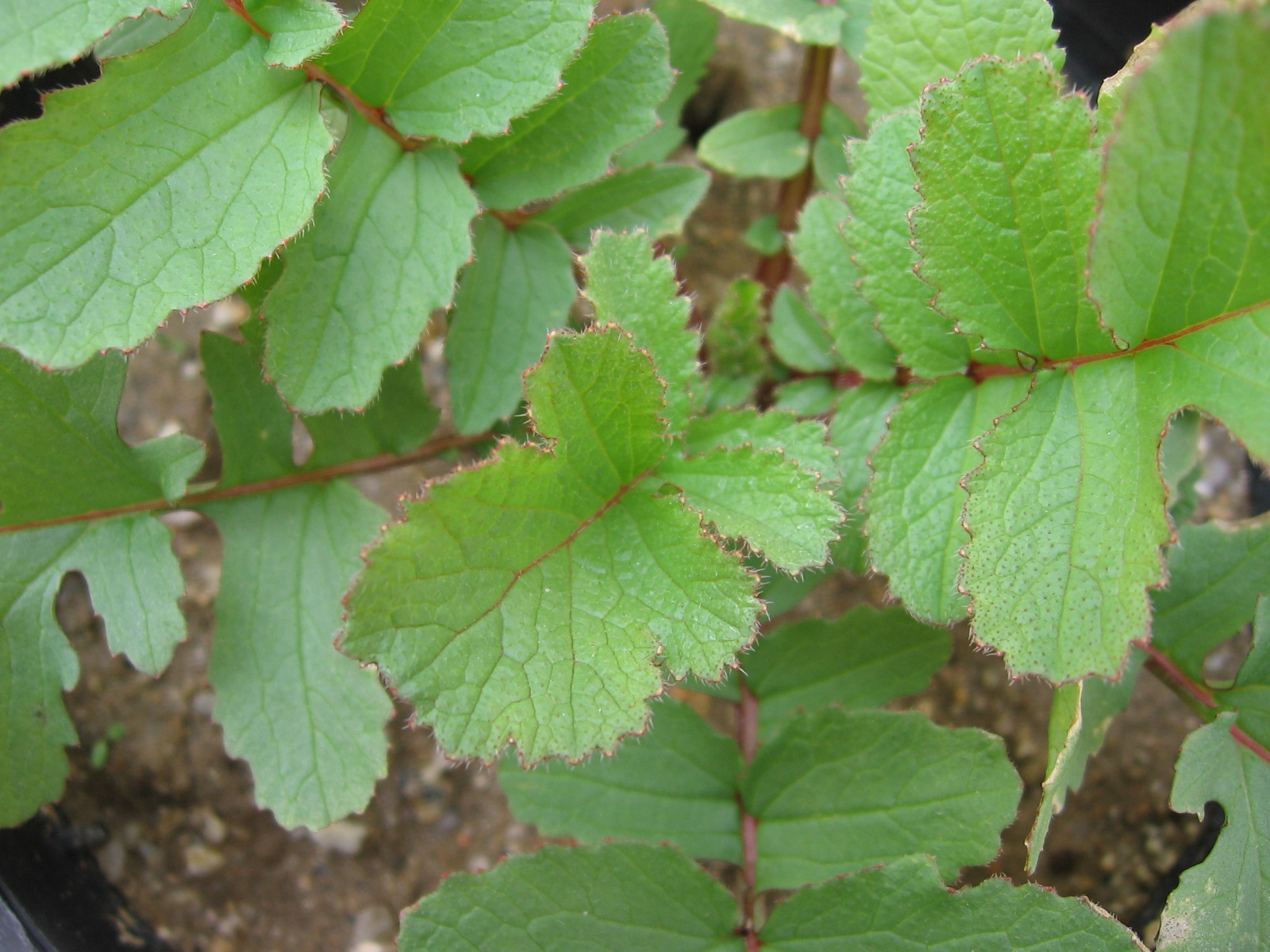
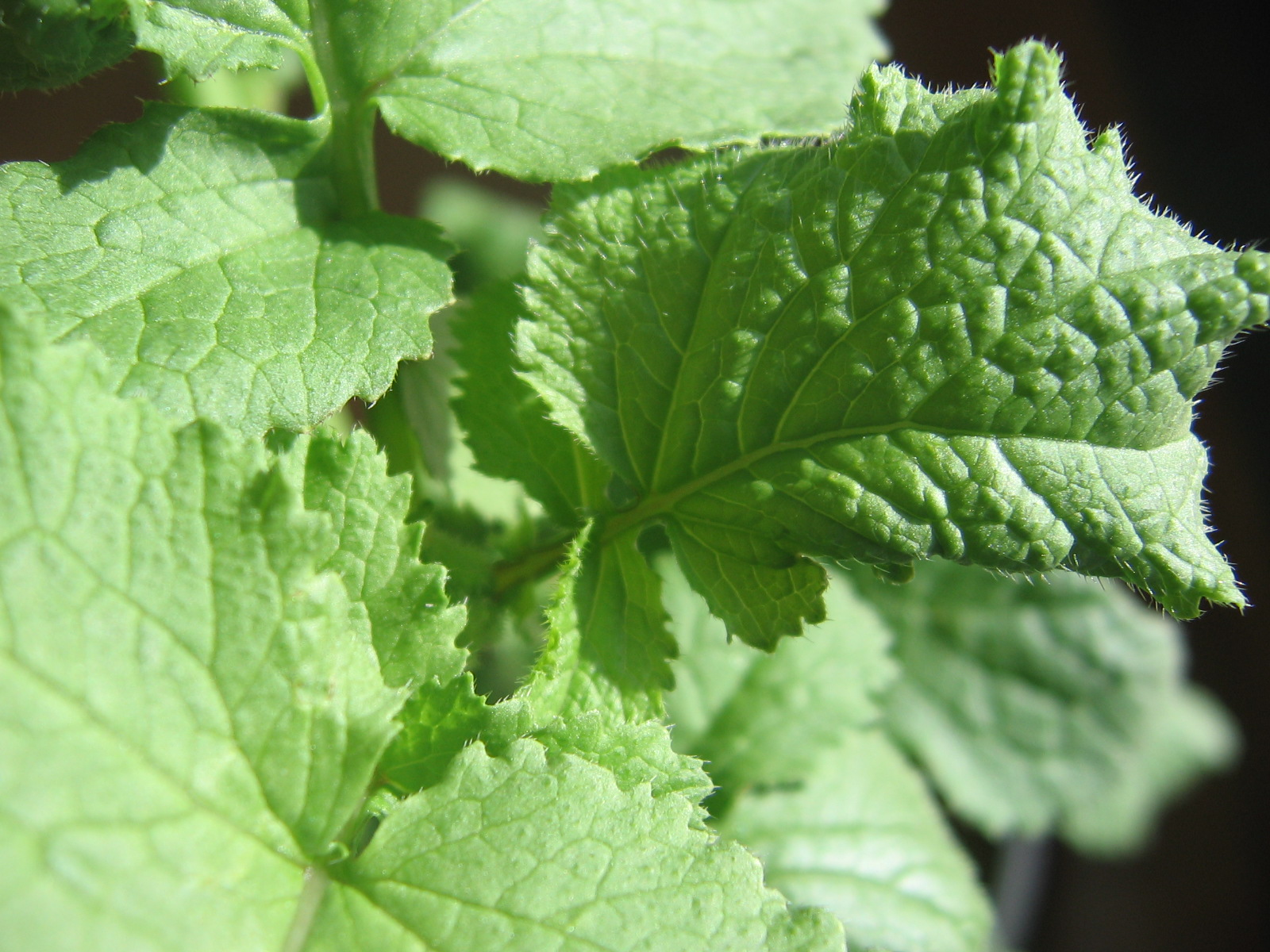

Le foglie inferiori (quelle basali) sono picciolate, lirate e divise in segmenti (normalmente 7 o più lobi). Il segmento terminale (apicale) è più grande ed ha una forma tonda; quelli laterali sono più piccoli ed hanno una forma ovale o oblunga e possono essere intercalati da altri segmenti più piccoli. Tutti i segmenti sono variamente dentati. Le foglie superiori (progressivamente ridotte) sono intere a forma lanceolata o ovale e con bordi dentati. Lunghezza del picciolo: 1 – 30 cm. Lunghezza delle foglie basali 4 – 8 cm. Dimensioni del lobo apicale: larghezza 2 – 3 cm; lunghezza 2 – 4 cm. Dimensione degli altri lobi laterali: larghezza 3 – 6 mm; lunghezza 8 – 12 mm.

### Infiorescenza
L'infiorescenza è formata da un racemo terminale e aperto composto da diversi fiori (nessuno dei quali in posizione apicale) con un brevi pedicelli. La fioritura avviene nel secondo anno di vita della pianta.

### Fiore

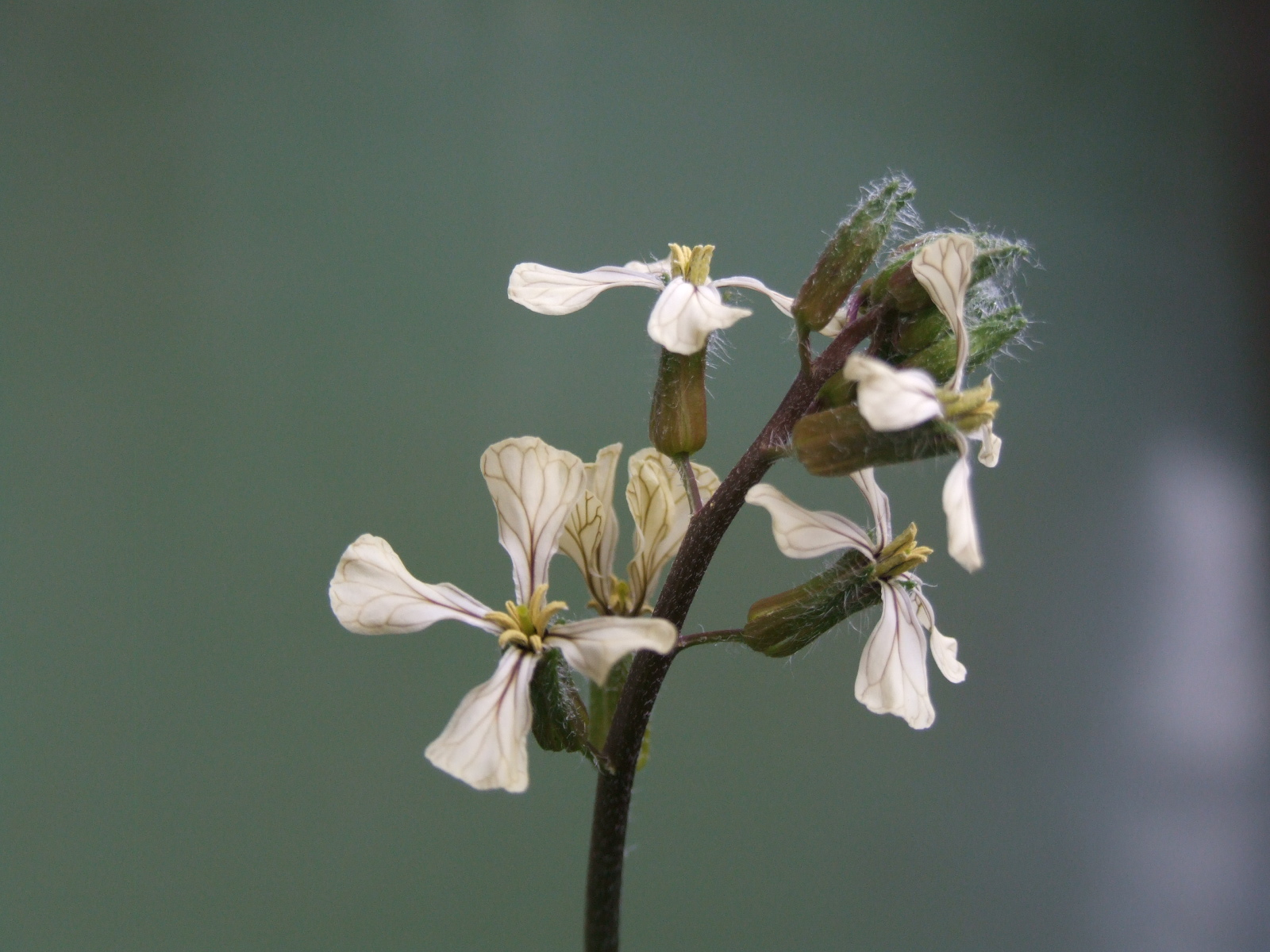
L'infiorescenza
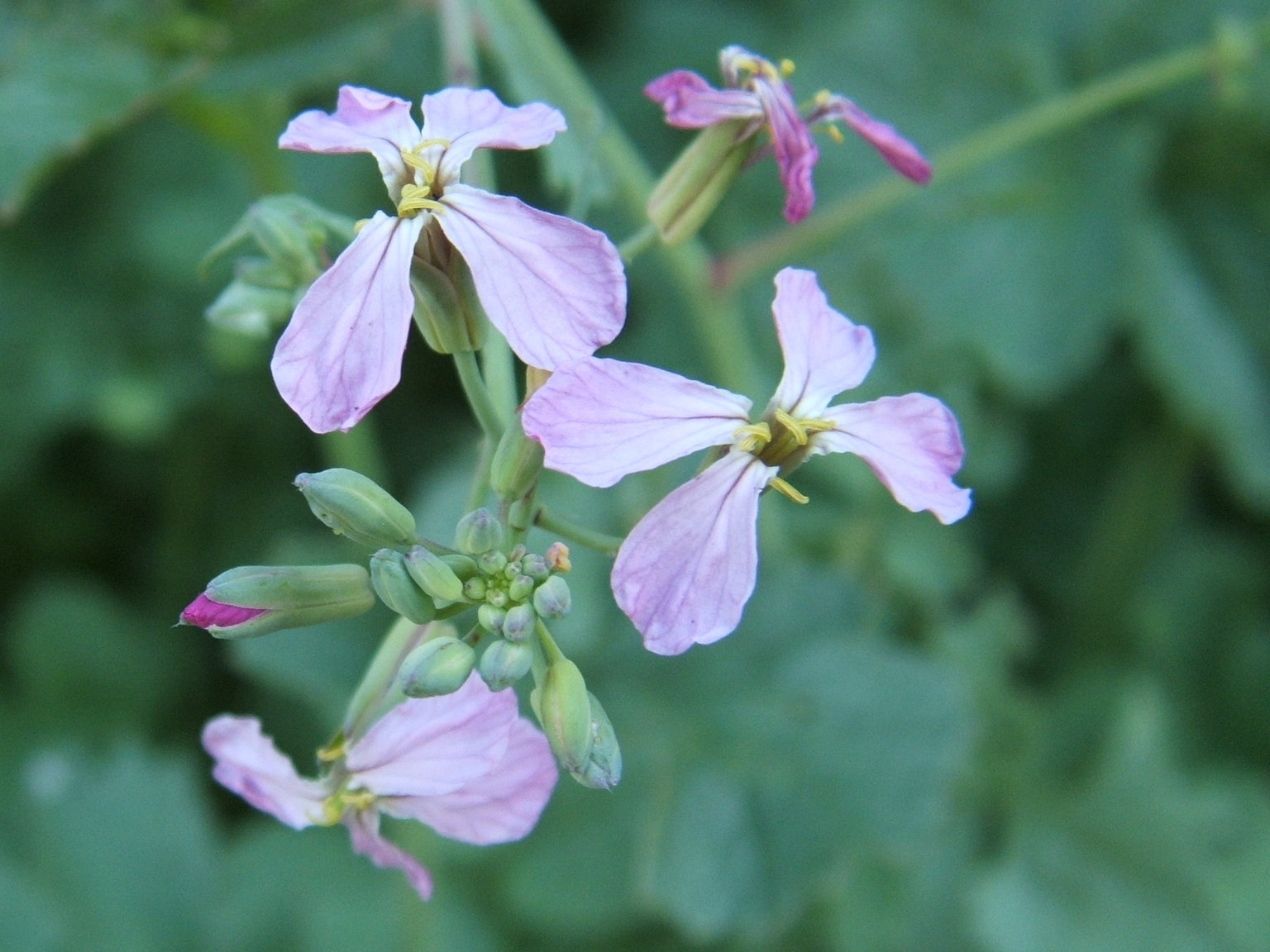
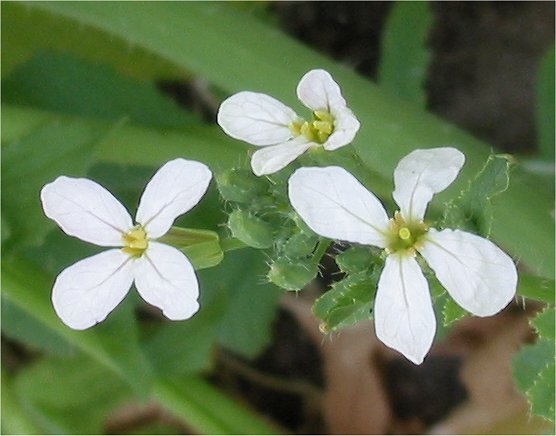
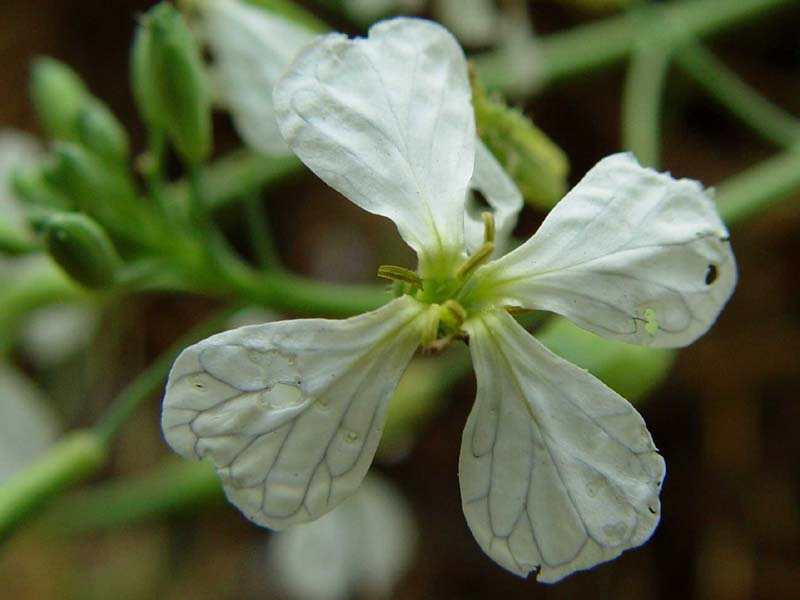
Il fiore

I fiori sono ermafroditi, attinomorfi (in realtà sono fiori dissimmetrici – a due piani di simmetria) e tetrameri (calice e corolla composti da 4 parti). I fiori non sono molto grandi e sono colorati di violetto, rosa-lillacino o bianco-rosato, ma a volte anche giallognolo. Diametro del fiore 15 – 25 mm.
- Formula fiorale:

* K 2+2, C 4, A 2+4, G 2 (supero)
- Calice: il calice è formato da 4 sepali a volte screziati di violetto, eretti e addossati alla base dei petali. Lunghezza dei sepali 7 – 8 mm. Larghezza dei sepali: 1 – 2 mm.
- Corolla: i petali, in posizione alternata ai sepali, sono 4 a forma obovato-obcordata, lievemente biloba; sono inoltre unguicolati. La superficie presenta delle vistose nervature a colore più scuro. Dimensione dei petali: lunghezza 12 – 15 mm; larghezza 3 – 8 mm.
- Androceo: gli stami sono 6 didinami (2 brevi e 4 lunghi) e sono privi di appendici; le antere sono sagittate. Lunghezza dei filamenti 5 – 12 mm. Lunghezza delle antere: 1,5 – 2 mm.
- Gineceo: l'ovario (bi-carpellare) è supero a forma oblungo-lineare sormontato da uno stilo con stimma capitato.
- Fioritura: da maggio a settembre.
- Impollinazione: tramite insetti.

### Frutti

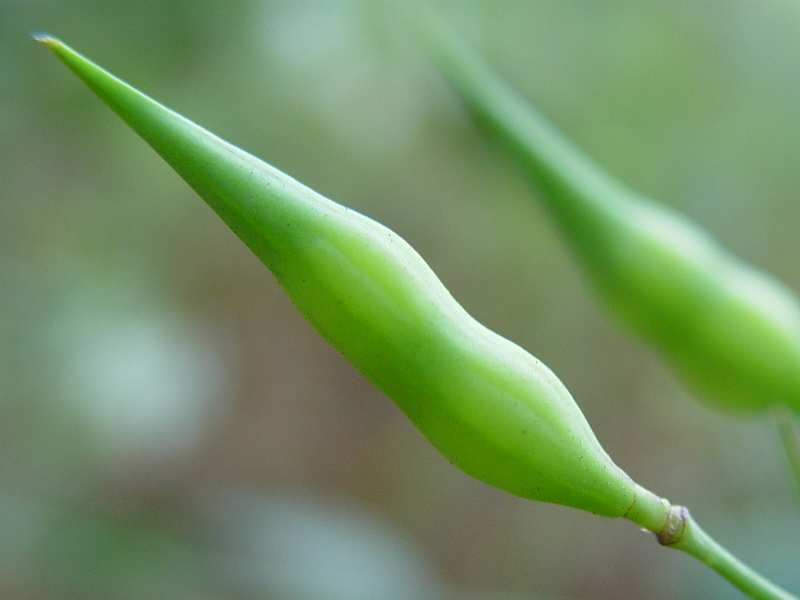
La siliqua
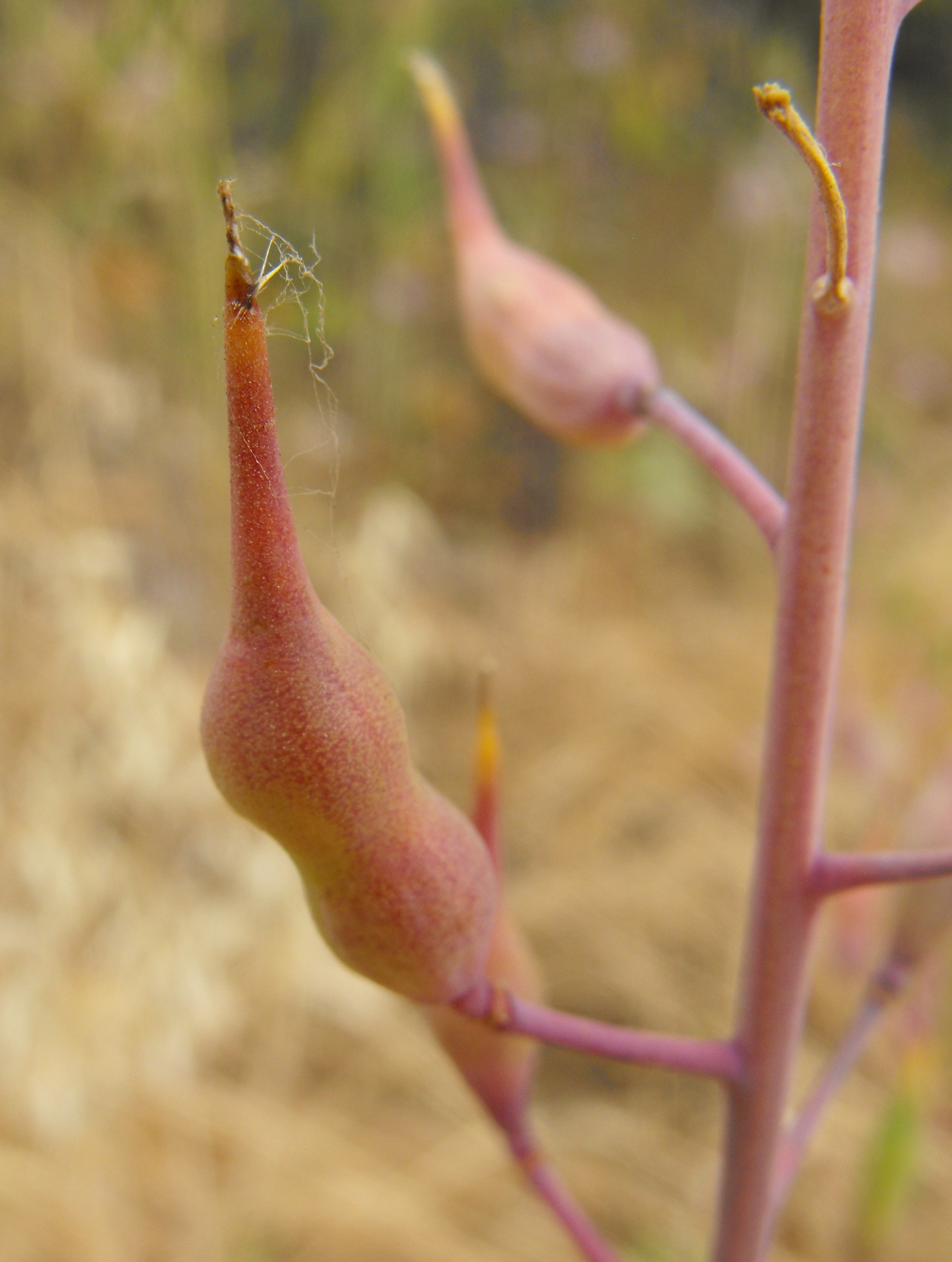
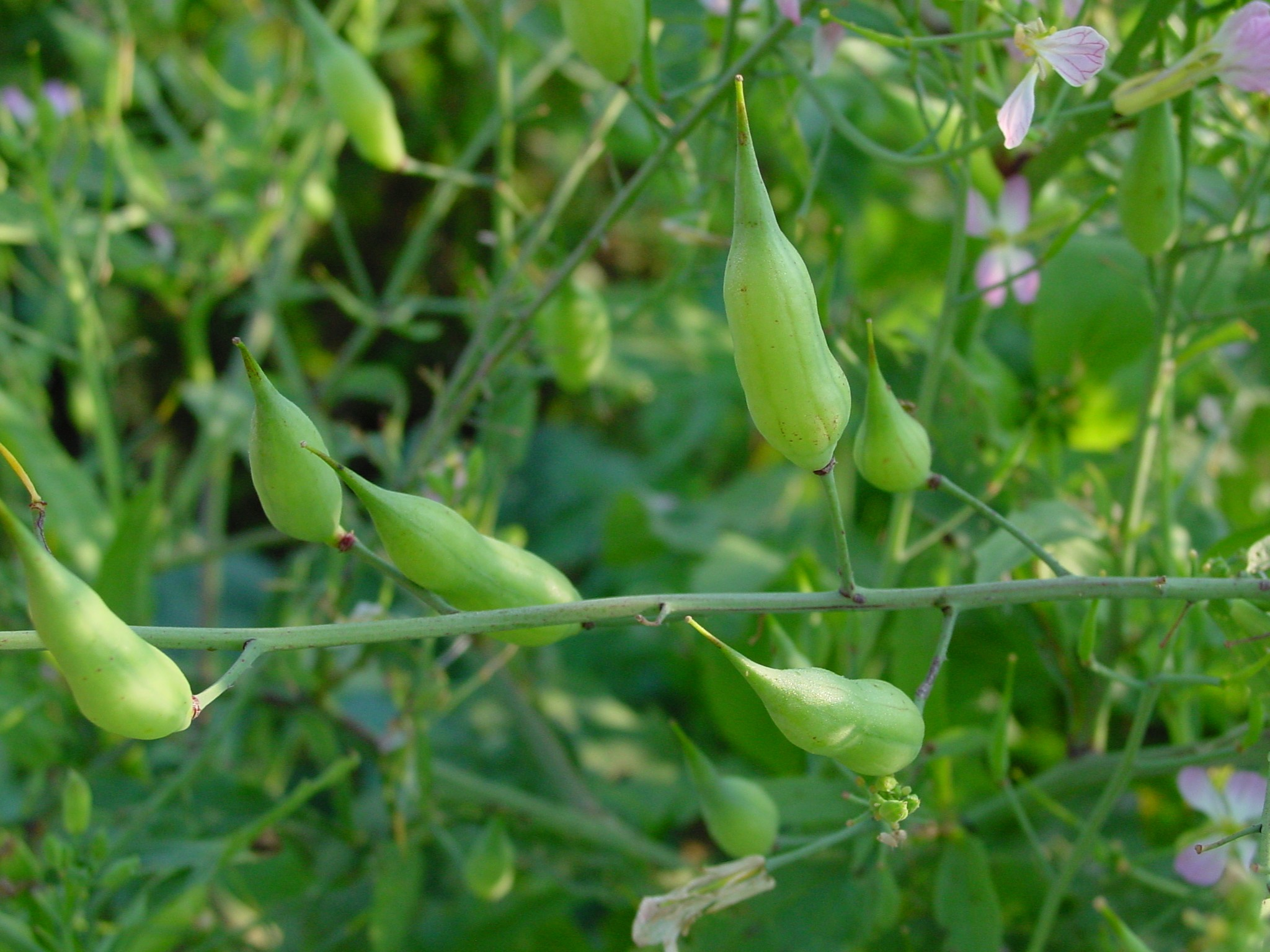
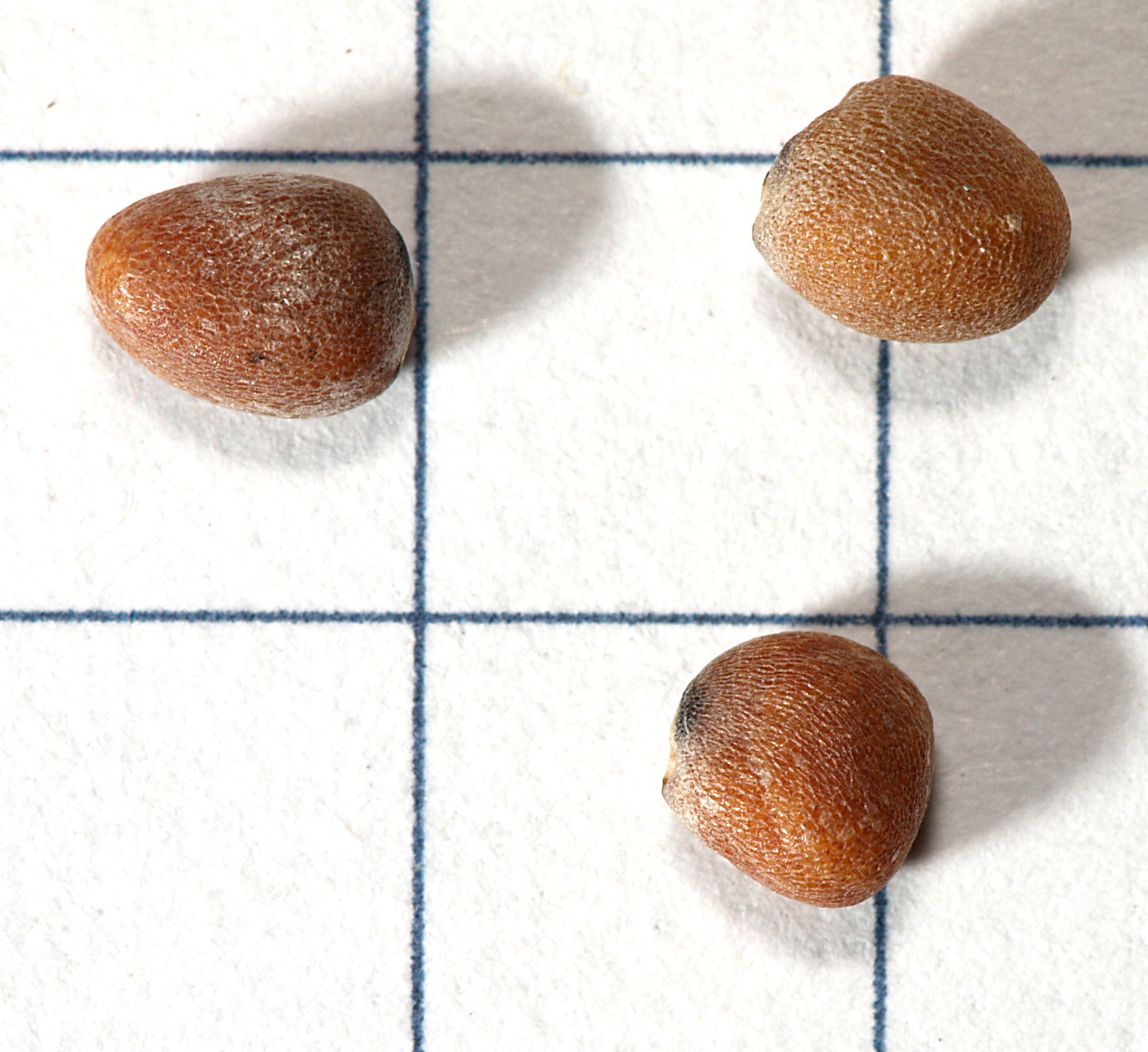
I semi

Il frutto è una siliqua rigonfiata nella zona centrale e ristretta all'apice. Da un punto di vista anatomico è formata da due segmenti: una parte inferiore senza semi e una parte superiore semi-infera terminante con un becco. Le dimensioni di questo frutto sono tali per cui è quattro volte più lungo che largo. Non è deiscente lungo le due valve come le altre silique (delle specie di altri generi della stessa famiglia). Il frutto contiene diversi semi disposti nella direzione longitudinale e sono separati uno dall'altro da setti spugnosi trasversali. Tra un seme e l'altro la siliqua è appena strozzata (non così vistosamente come nelle altre sottospecie dello stesso genere). Alcune serie di semi sono aderenti alla placenta che è molto fine. La superficie del frutto è percorsa da 6 – 8 solchi longitudinali. Dimensione dei frutti: larghezza 8 – 15 mm; lunghezza 30 – 70 mm. Lunghezza del becco: 10 – 15 mm.

## Distribuzione e habitat
- Geoelemento: il tipo corologico (area di origine) è Mediterraneo – Cosmopolita (ma è una indicazione approssimata in quanto per molti botanici l'origine è incerta).
- Diffusione: in genere questa pianta è coltivata per cui viene considerata sub-spontanea. La distribuzione delle varietà spontanee di queste piante è comunque molto ampia: Europa, Asia occidentale, Africa boreale e l'India, il Giappone e l'America (queste ultime tre aree probabilmente per naturalizzazione). In Italia è comune su tutto il territorio. Nelle Alpi italiane si trova nelle seguenti province: BG BZ BL. Fuori dall'Italia (sempre nelle Alpi) si trova nelle seguenti regioni: Alpes-de-Haute-Provence e Isère per la Francia; Vallese, Berna, Ticino e Grigioni per la Svizzera; Vorarlberg, Tirolo settentrionale, Carinzia e Stiria per l'Austria. Sui rilievi europei si trova nelle seguenti zone: Massiccio del Giura, Pirenei e Alpi Dinariche.
- Habitat: l'habitat tipico per questa specie sono i campi, le colture di altre specie, le vigne, gli oliveti, ambienti ruderali, scarpate e ovviamente coltivazioni specifiche. Il substrato preferito è sia calcareo che siliceo con pH neutro e alti valori nutrizionali del terreno che deve essere mediamente umido.
- Diffusione altitudinale: sui rilievi queste piante si possono trovare fino a 1000 m s.l.m.; frequentano quindi i seguenti piani vegetazionali: collinare e montano.

### Fitosociologia
Dal punto di vista fitosociologico la sottospecie R. raphanistrum subsp. sativus appartiene alla seguente comunità vegetale:
Formazione : delle comunità terofiche pioniere nitrofile
Classe : Stellarietea mediae

## Varietà
Sono evidenziate soprattutto le differenze rispetto al "tipo".

### Varietà 'radicula'
- Nome comune: Ravanello
- Sottovarietà (o varietà orticole) :
  - a radice tonda: rotondo rosa, rotondo rosa precoce, rotondo rosa da forzare, rotondo scarlatto precoce e rotondo bianco, ecc.
  - a radice semilunga: mezzo-lungo rosa, mezzo-lungo a punta bianca, mezzo-lungo scarlatto, mezzo-lungo scarlatto da forzare, ecc.
  - a radice lunga: lungo rosa, lungo bianco, ecc.
- Radice: la radice è piccola (diametro massimo 3 cm) e la forma è tonda o lievemente semi-lunga; il colore può essere rosa o rosso.
- Diffusione: Italia – Europa.
- Coltivazione: è un ortaggio che può essere consumato tutti i mesi dell'anno.

### Varietà 'niger'
- Nome comune: Ramolaccio o Rafano o Radici d'inverno
- Sottovarietà (o varietà orticole) :
  - varietà estive: bianco tondo da estate, bianco gigante da estate, rotondo giallo oro precoce, grigio estivo lungo di Colmar (in realtà è un semilungo), bianco di Strasburgo, nero lungo d'estate a polpa bianca, ecc.
  - varietà invernali: bianco di Russia (a grande radice), ovale precoce (un tondo di color ruggine), rosa invernale di Cina, nero grosso lungo d'inverno (con radice lunga fino a 30 cm), grosso rotondo nero d'inverno
- Radice: la radice è più voluminosa a forma sub-globosa o decisamente allungata; il colore è nero, o nerastro o anche bianco. La parte interna consiste in una polpa bianca e dura (il sapore è piccante).
- Diffusione: Italia – Europa.

### Varietà 'raphanistroides'
- Frutto: in questa sottospecie (giapponese) la siliqua è più tortuosa e l'interno è organizzato in diverse loggette monosperme meglio definite delle varietà europee.
- Diffusione: Giappone.

### Varietà 'longipinnatus'
- Frutto: noto in Cina, India, Vietnam e in altri paesi asiatici, è particolarmente diffuso in Giappone dove viene chiamato daikon, nome con cui è conosciuto anche all'estero. In Italia viene chiamato anche ravanello bianco o ravanello giapponese. La forma ricorda quella di una carota di grandi dimensioni, può raggiungere una lunghezza di 35 cm e un diametro di 10. Ha il colore bianco e il sapore molto deciso e piccante.[10]
- Diffusione: Asia.

## Usi

### Farmacia
- Sostanze presenti: “rafanolo”, diverse sostanze solforose, zuccheri e poco amido[11].
- Proprietà curative: per questa sottospecie la medicina popolare riconosce alcune proprietà curative come antiscorbutica (combatte lo scorbuto con la presenza di vitamina C), antielmintica (elimina svariati tipi di vermi o elminti parassiti), antibatterica (blocca la generazione dei batteri), antispasmodica (attenua gli spasmi muscolari, e rilassa anche il sistema nervoso), astringente (limita la secrezione dei liquidi) e stimolante (rinvigorisce e attiva il sistema nervoso e vascolare). In particolare le radici stimolano l'appetito e la digestione.
- Parti usate: prevalentemente la radici.

### Cucina
I semi se spremuti secernono un olio piuttosto pungente usato soprattutto nella cucina orientale. Altrimenti le radici trovano impiego come antipasto o condimento a particolari piatti anche per assolvere ad una funzione di decorazione. Anche le giovani foglie possono essere mangiate crude in insalata con altre verdure.

### Coltivazione
I ravanelli vanno seminati in terreni leggeri ben concimati. Per avere raccolte scalari, le semine vanno ripetute a intervalli di 15-20 giorni. Durante la crescita il suolo va tenuto costantemente moderatamente umido, somministrando concimi azotati a pronto effetto in uno o due interventi. Per i ramolacci si dovrà tenere conto della varietà (estiva o invernale) e quindi si dovranno seminare circa due mesi prima della data di preventivata raccolta.

## Notizie culturali
Queste piante sono conosciute già da diversi millenni come attestano dei ritrovamenti fatti nelle varie civiltà antiche della Grecia, della Cina e dell'Egitto. Da Plinio il Vecchio (Como, 23 – Stabia, dopo l'8 settembre 79), scrittore latino, sappiamo che gli antichi coltivavano delle piante chiamate Raphanus che probabilmente sono ascrivibili al moderno genere Raphanus. Il medico greco antico Androcide ne consigliava l'uso ad Alessandro Magno per evitare le conseguenze dannose dell'uso eccessivo del vino.

## Galleria d'immagini

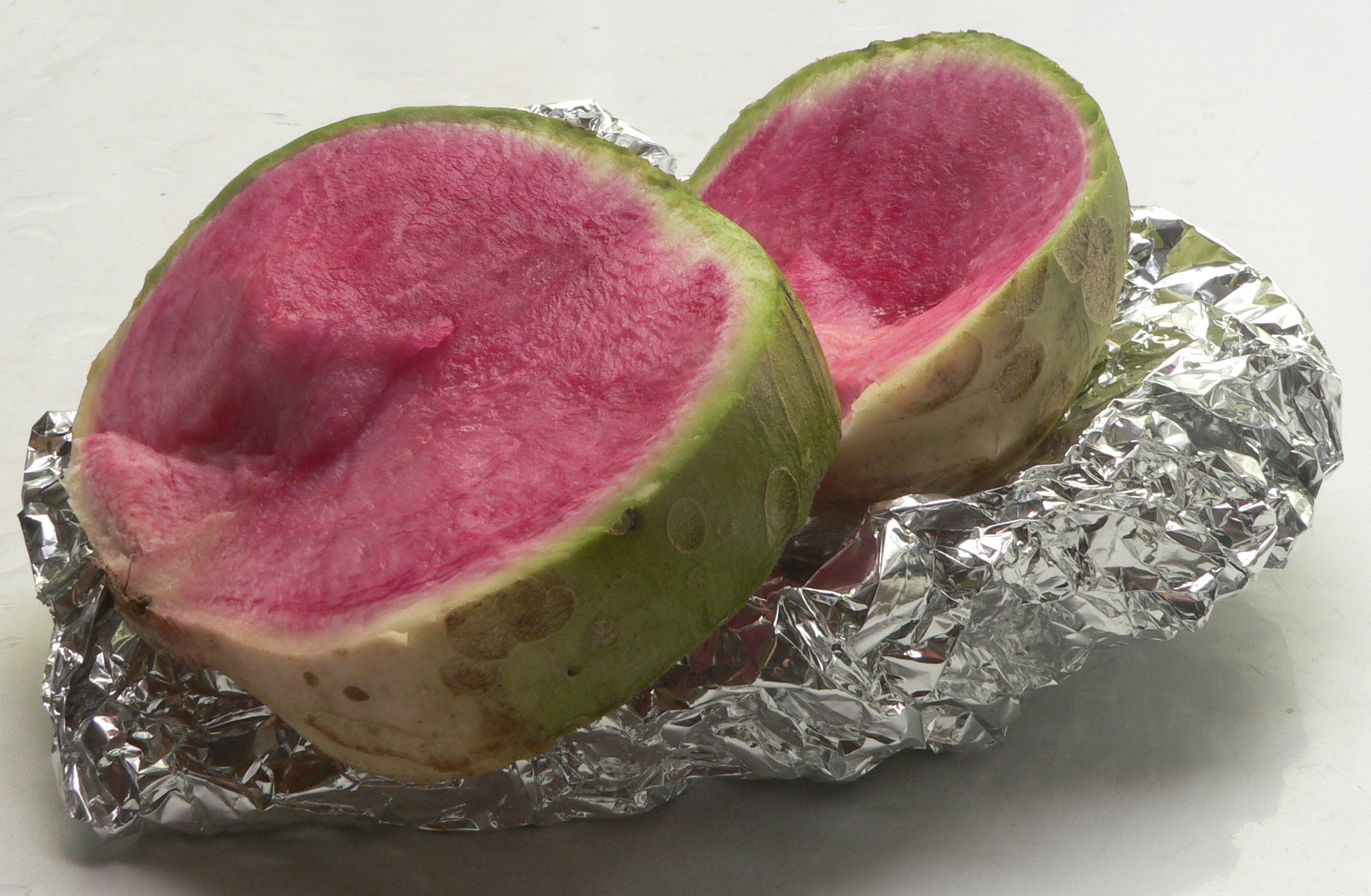
(dalla Cina)
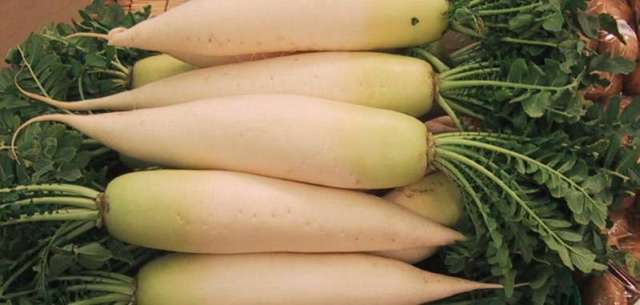
(dal Giappone)
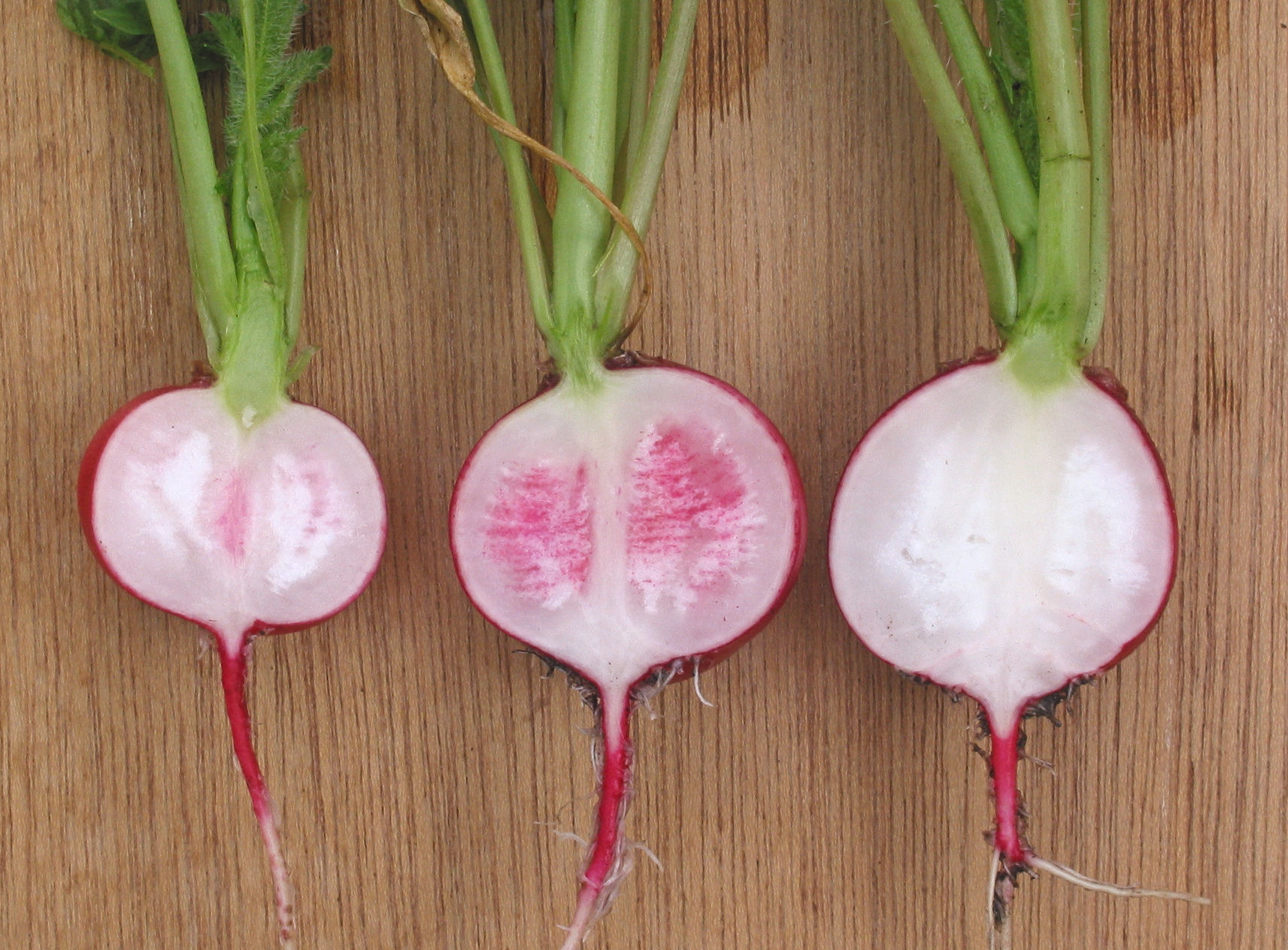
var. radicula
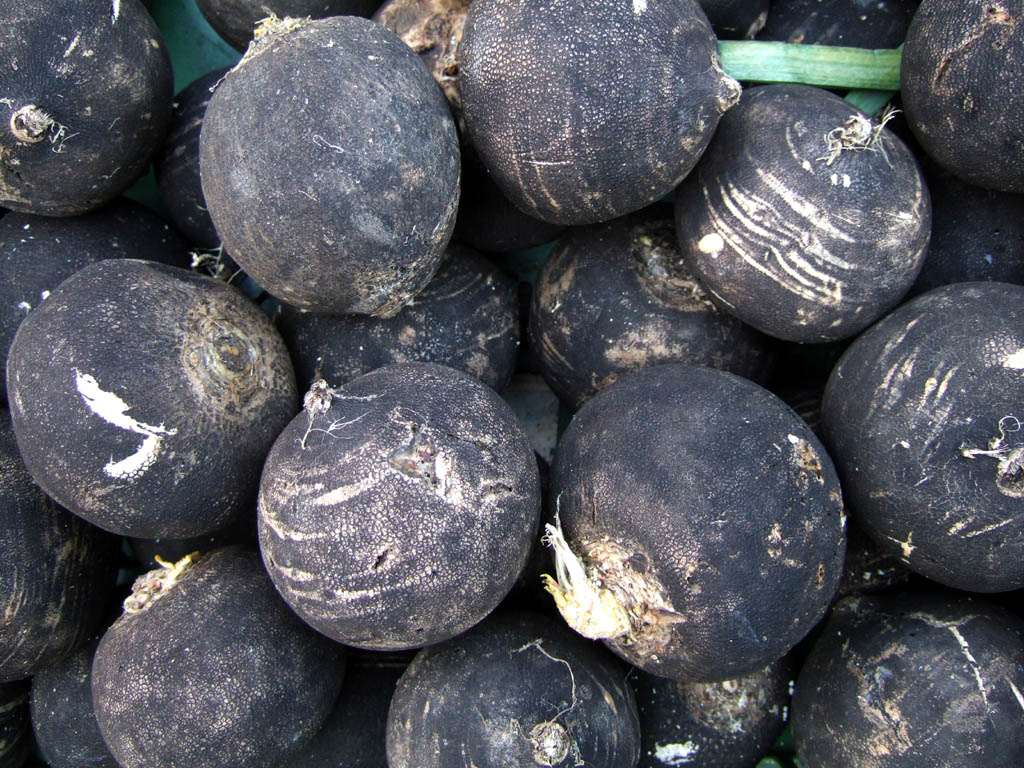
var. niger